# Izbég
Izbég régen önálló település volt, mára Szentendre egyik városrésze.

## Története
Egykor egyutcás falu volt a Visegrádi-hegységben, a Bükkös-patak völgyének mentén. A régi főutca, a Pilisszentlászló felé vezető 1116-os út neve a szocializmusban Lenin út volt, a rendszerváltozás óta a Szentlászlói út nevet viseli. Az 1970-es években a Vasvári lakótelep és a Füzespark környékének beépülésével a területe összeért Szentendrével, teljesen lakóövezetté vált. Az egyutcás falu képe átalakult és felkúszott a környező dombokra is. A szuburbanizáció következtében a családi házakkal sűrűn beépült városrészre évről évre egyre többen költöznek. A Bükkös-lakópark is itt létesült. A környéken számos látnivaló található. Közülük a legismertebb a Skanzen, más néven a Szabadtéri Néprajzi Múzeum. Északnyugati külterületeiről több útvonal is indul a környék kirándulóhelyeire: az 1116-os út mellett ilyen a 11 113-as számú mellékút, mely Dömörkapu-Sikáros felé, illetve a 11 114-es számú mellékút, mely Lajosforrásra vezet.

## Izbégi Baráti Kör Egyesület
Az egyesület célja a Szentendre, Izbég városrészének művészeti, történelmi értékeinek, hagyományainak megóvása, felelevenítése, a városrész infrastruktúra fejlesztésének elősegítése, az izbégi polgárok érdekeinek védelme, képviselete.

## Látnivalók
Szent András-templom
Barokk stílusú katolikus templom, udvarát kőfal veszi körül, melynek bejáratát kovácsolt vaskapu díszíti.
Izbégi Általános Iskola
Az Izbégi Általános Iskola 2002 novemberében ünnepelte fennállásának 100. évfordulóját. Négy különálló épületben folyik a tanítás.
Park tábor
1969-ben Déri György ötletére az iskola alatti területen Park tábort létesítettek. A tábor az 1990-es évek végére megszűnt, a területen lévő faházakat elbontották.
Bükkös-patak
A Bükkös-patak a Dobogó-kő déli lejtőin ered. A feltételezések szerint Szent István király 1009-ben kelt oklevelében Apor néven említik, bár Apor vagy Apurig helye máig vitatott. Az Apurig név az Apor-patak nevéből származik (Apor-ügy), ha Izbég volt ez a település, akkor az Apor-patak a mai Bükkös-patak.
Kirándulóhelyek a környéken: Dömör-kapu, Lajos-forrás, Kő-hegy, Vasas-szakadék, Sztaravoda-forrás, Skanzen, Sikárosi-rét.

## Általános iskola
Az Izbégi Általános Iskola 1902 óta létezik; ekkor a Bükkös-patak túlpartján, két bérelt házban kezdődött a tanév. Az intézmény korábbi nevei: Izbégi Állami Népiskola (1902–1945), Lenin úti Általános Iskola (1945–1994). A diákok erdei környezetben, négy különálló épületben tanulnak: az elsősök az Anna utcai Kisbán házban, a többi alsós az 1923-ban épült Szentlászlói úti "A" épületben. 1960-ban épült a Mária utcai "B" épület a felső tagozatos osztályoknak. Időközben két faházat kellett építeni. 1989-ben elkészült a kinti testnevelés órákat felváltó tornacsarnok.

## Külső hivatkozások
- Izbég honlapja
- Kisfilm Izbégről – YouTube-videó
- Az Izbégi Általános Iskola honlapja